# Smittoidea pacifica
Smittoidea pacifica är en mossdjursart som beskrevs av Jacqueline A. Soule 1973. Smittoidea pacifica ingår i släktet Smittoidea och familjen Smittinidae. Inga underarter finns listade i Catalogue of Life.